# Yvan Attal
Yvan Attal (Tel Aviv, 4 gennaio 1965) è un attore, doppiatore, regista e sceneggiatore francese. È il doppiatore di Tom Cruise nella versione francese di molti suoi film.

## Biografia
Attal nasce a Tel Aviv, in Israele, il 4 gennaio 1965 da genitori algerini di origine ebraica. Il padre è un orologiaio, mentre la madre una casalinga. Nel 1962, a seguito della dichiarazione d'indipendenza dell'Algeria dalla Francia, i suoi genitori, essendo legalmente cittadini francesi, fecero inizialmente aliyah in Israele; essendo lo Stato ebraico, al tempo, abitato prevalentemente da ebrei ashkenaziti, quelli sefarditi, soprattutto se provenienti dal Nord-Africa, erano malvisti e soggetti a forme di discriminazione sociale, cosa che spinse dunque gli Attal a trasferirsi definitivamente in Francia, a Créteil, una cittadina nei pressi di Parigi, dove Yvan, che all'epoca del trasferimento non aveva più di sei mesi d'età, crebbe. Fin da giovane si appassiona al cinema, tanto che all'età di diciannove anni decide di studiare recitazione al Cours Florent di Parigi.
Esordisce nel 1989 con il film Un mondo senza pietà di Éric Rochant, che gli vale un Premio César come miglior promessa maschile. In seguito continua la sua collaborazione con Rochant, recitando in altri suoi film. Negli anni seguenti recita in numerose altre pellicole, dimostrandosi un eclettico interprete del cinema francese.
Nel 2001 esordisce dietro alla macchina da presa, dirigendo la commedia Mia moglie è un'attrice, da lui interpretata assieme a Charlotte Gainsbourg e Terence Stamp, ispirata da un cortometraggio da lui diretto quattro anni prima. Nel 2005 recita al fianco di Sophie Marceau nel thriller Anthony Zimmer di Jérôme Salle (da cui nel 2010 sarà poi tratto un remake statunitense con Johnny Depp e Angelina Jolie) e, grazie al successo del film, incomincia a lavorare a livello internazionale, recitando prima in The Interpreter (2005) di Sydney Pollack e successivamente in Munich (2006) di Steven Spielberg.
Nel 2009 recita al fianco di Kristin Scott Thomas e Sergi López ne L'amante inglese. Nel 2012 dirige e interpreta Do Not Disturb, remake del film mumblecore statunitense Humpday - Un mercoledì da sballo. Del cast fanno parte anche François Cluzet, Laetitia Casta, Charlotte Gainsbourg e Asia Argento.
Nel 2022 partecipa al film La verità secondo Maureen K., con Isabelle Huppert.

## Vita privata
Dal 1991 è compagno dell'attrice e cantante Charlotte Gainsbourg. La coppia ha tre figli: Ben (1997), Alice (2002) e Joe (2011).

## Filmografia

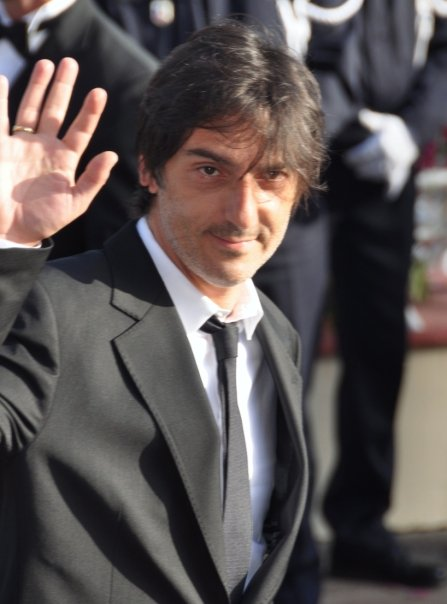
Yvan Attal al Festival di Cannes 2009

### Attore

#### Cinema
- Un mondo senza pietà (Un monde sans pitié), regia di Éric Rochant (1989)
- Mauvaise fille, regia di Régis Franc (1990)
- Aux yeux du monde, regia di Éric Rochant (1991)
- Amoureuse, regia di Jacques Doillon (1991)
- Le strategie del cuore (Après l'amour), regia di Diane Kurys (1992)
- Storie di spie (Les Patriotes), regia di Éric Rochant (1993)
- Portrais chinois, regia di Martine Dugowson (1996)
- Saraka bo, regia di Denis Amar (1996)
- Delphine 1, Yvan 0, regia di Dominique Farrugia (1996)
- Love, etc., regia di Marion Vernoux (1996)
- Alissa, regia di Didier Goldschmidt (1997)
- Cantique de racaille, regia di Vincent Ravalec (1998)
- Mes amis, regia di Michel Hazanavicius (1999)
- With or Without You - Con te o senza di te (With or Without You), regia di Michael Winterbottom (1999)
- Le prof, regia di Alexandre Jardin (1999)
- The Criminal, regia di Eddie Simpson (1999)
- Mia moglie è un'attrice (Ma femme est une actrice), regia di Yvan Attal (2001)
- La découverte du monde, regia di Ivan Taïeb (2001)
- And now... Ladies and Gentlemen, regia di Claude Lelouch (2001)
- La Merveilleuse Odyssée de l'idiot Toboggan, regia di Vincent Ravalec (2001)
- Bon Voyage, regia di Jean-Paul Rappeneau (2002)
- È più facile per un cammello... (Il est plus facile pour un chameau...), regia di Valeria Bruni Tedeschi (2003)
- Ils se marièrent et eurent beaucoup d'enfants, regia di Yvan Attal (2003)
- Un petit jeu sans conséquence, regia di Bernard Rapp (2004)
- 14 euros 99, regia di Antoine de Caunes (2004)
- Anthony Zimmer, regia di Jérôme Salle (2005)
- The Interpreter, regia di Sydney Pollack (2005)
- Munich, regia di Steven Spielberg (2006)
- Le candidat, regia di Niels Arestrup (2006)
- Le serpent, regia di Éric Barbier (2007)
- Rush Hour 3 - Missione Parigi (Rush Hour 3), regia di Brett Ratner (2007)
- Je suis venu pour elle, regia di Ivan Taïeb (2007)
- Le Bal des actrices, regia di Maïwenn Le Besco (2009)
- L'amante inglese (Partir), regia di Catherine Corsini (2009)
- Les regrets, regia di Cédric Kahn (2009)
- Rapt, regia di Lucas Belvaux (2009)
- R.I.F. (Recherches dans l'Intérêt des Familles), regia di Franck Mancuso (2011)
- Dans la tourmente, regia di Christophe Ruggia (2011)
- 38 testimoni (38 témoins), regia di Lucas Belvaux (2012)
- Do Not Disturb, regia di Yvan Attal (2012)
- Sono dappertutto (Ils sont partout), regia di Yvan Attal (2016)
- Una poliziotta fuori di testa (Raid Dingue), regia di Dany Boon (2017)
- Rock'n Roll, regia di Guillaume Canet (2017)
- Selfie di famiglia (Mon bébé), regia di Lisa Azuelos (2019)
- Seberg - Nel mirino (Seberg), regia di Benedict Andrews (2019)
- 8 Rue de l'Humanité, regia di Dany Boon (2021)
- La verità secondo Maureen K. (La Syndicaliste), regia di Jean-Paul Salomé (2022)
- Maria, regia di Jessica Palud (2024)
- Frères, regia di Olivier Casas (2024)
- Libre, regia di Mélanie Laurent (2024)
- Bastion 36, regia di Olivier Marchal (2025)

#### Cortometraggi
- Cauchemar blanc, regia di Mathieu Kassovitz (1991)
- En moi, regia di Laetitia Casta[4] (2016)

### Regista
- I Got a Woman (1997) - cortometraggio
- Mia moglie è un'attrice (Ma femme est une actrice) (2001)
- Ils se marièrent et eurent beaucoup d'enfants (2004)
- New York, I Love You (2009)
- Do Not Disturb (2012)
- Sono dappertutto (Ils sont partout) (2016)
- Quasi nemici - L'importante è avere ragione (Le Brio) (2017)
- Mon chien stupide (2019)
- L'accusa (Les Choses humaines) (2021)
- Un colpo di dadi (Un coup de dés) (2023)

## Doppiatori italiani
Nelle versioni in italiano delle opere in cui ha recitato, Yvan Attal è stato doppiato da:
- Christian Iansante in Mia moglie è un'attrice, 8 Rue de l'Humanité, Bastion 36
- Franco Mannella in Rush Hour 3 - Missione Parigi, L'amante inglese, Libre
- Paolo Maria Scalondro in And now... Ladies and Gentlemen
- Vittorio De Angelis in Bon voyage
- Vittorio Guerrieri in Munich
- Federico Di Pofi in Selfie di famiglia
- Gianni Bersanetti in Seberg - Nel mirino
- Antonio Palumbo in La verità secondo Maureen K.